# Delf (Graben)
Delf ist eine alte Bezeichnung für einen (Wasser-)Graben. Sie war sowohl im Mittelniederländischen als auch im Mittelniederdeutschen gebräuchlich und hat ihre Wurzeln im Westgermanischen.
Noch heute gibt es viele Orts-, Flur- und Gewässernamen in den Niederlanden (Delft, Delfzijl) und in Norddeutschland (Falderndelft, Delm, Delve, Delvenau, der Ortsteil Delf von Finnentrop, der Ortsteil Delfshausen von Rastede, die Ortsausfahrt Delftor von Itzehoe, den Delft bzw. Delftstrom in Cuxhaven), die auf dieses Wort zurückgehen. Auch der Ratsdelft in Emden lässt sich hiervon ableiten.